# G2 (星雲)
G2とは、銀河系の中心部に存在するいて座A*にある超大質量ブラックホールの周辺を公転するガス雲である。

## 発見
G2は、地球から約25900光年離れた位置にある銀河系の中心部、いて座A*付近に存在するガス雲である。G2は2002年に発見されたが、最初はその場所に何かがあるという程度の認識であり、これがガス雲で、かつブラックホールを公転する軌道にあることは2012年になってから分かったことである。いて座A*の周辺には、G2と同じようにブラックホールの周りを公転するS2やS14といった恒星があり、G2はこれらの恒星の位置を観測中に発見された。

## 物理的性質
G2は280℃ (550K) という低温と太陽の5倍という低い光度から、恒星ではなくガス雲である事が分かっているが、どのような物質で構成されているかは2013年現在でも不明である。密度は低く、質量は地球質量の約3倍と非常に軽い。誕生の起源もまた不明であるが、ブラックホール周囲の恒星が源と言われている。

## 公転軌道
G2は、いて座A*の周りを180年から216年かけて公転している。軌道長半径は8266億km (5526AU) であるが、離心率は0.9664と非常に極端であり、近点ではブラックホールの中心部からわずかに278億km (186AU) まで接近する。これはブラックホールのシュヴァルツシルト半径の約2184倍である。平均軌道速度は約831km/sと極めて高速であるが、ブラックホールとの近点付近では最大約6363km/sという速度に達する。また、ブラックホールからの距離が1兆6255億km (10866AU) かなたになる遠点でもその速度は約109km/sである。この軌道は恒星であるS14と非常に似ている。

## 2013年のブラックホールへの最接近
G2は、近点ではブラックホールから0.74m/s2の重力を受けると考えられる。これは地球の表面重力の約7.6%である。ある程度の広がりを持つガス雲であるG2は、近点付近においてブラックホールに十分引き寄せられ、一部または全部が降着円盤を形成し、次第にブラックホールに吸い込まれると考えられている。それを裏付けるとおり、接近前ブラックホールの重力によって変形をきたしていることが確認されている。G2は2013年9月8日にブラックホールに最接近すると考えられており、その数ヶ月前から引き伸ばされるように著しく形を変え、ブラックホールに吸い込まれる方向へと軌道を変化させると考えられている。仮にそうであれば、G2はすぐにはブラックホールに吸い込まれないため、いて座A*の活動はそれから数年から数十年かけて活発化すると考えられている。もしそうであれば、降着円盤から最初の10年間で1041Jものエネルギーが放出されるため、地球から近場にある超大質量ブラックホールを詳細に観測することができる。これは、太陽質量の431万倍という超大質量の天体とはいえ、非常に小さな天体であるブラックホールに物質が降着する非常に珍しい機会であり、地上では超大型望遠鏡VLTとW・M・ケック天文台、宇宙からはXMM-Newton、インテグラル、スウィフト、チャンドラ、フェルミガンマ線宇宙望遠鏡がこの天文現象を観測する予定である。また、運動方向と垂直の方向に圧縮されるために、最接近時からの約1年間で太陽光度の50倍に明るくなると考えられている。
2013年7月頃の観測では、G2は長さ1600億kmという長さにまで引き伸ばされている。前方部分は既に近点を通過し、高速で遠ざかっている。その一方で、後方部分はまだブラックホールに向かって接近中であり、通過には1年前後かかるといわれている。